# Compressorhead
Compressorhead — немецкая музыкальная группа, играющая хэви-метал. Особенность группы в том, что все исполнители в ней — роботы, играющие на обычных (не адаптированных) музыкальных инструментах.

## Состав группы
- Stickboy — робот-барабанщик. Имеет 4 руки с закреплёнными в них палочками, 2 «ноги» для нажатия на педали и декоративную «голову» с металлическим гребнем-ирокезом. Может играть на барабанной установке, содержащей до 14 инструментов. Построен в 2007 году.
- Stickboy младший — помощник Stickboy-я. Играет на хай-хэт.
- Fingers — робот-гитарист. Оснащён двумя руками, на которых установлено 78 «пальцев». Построен в 2009 году.
- Bones — робот-бас-гитарист. На его руках — по 4 пальца. Установлен на гусеничную платформу, благодаря которой может передвигаться по сцене. Построен в 2012 году.
- Hellgå Tarr — робот-гитарист, позиционируется как женский персонаж.
- Mega-Wattson — робот-вокалист. Построен благодаря сбору средств на Kickstarter[1]. Имеет подвижные зубы и гусеничный движитель для перемещения по сцене.

## Репертуар
Роботы исполняют музыку известных коллективов, в том числе Black Sabbath, Motorhead, AC/DC и Pantera.